# 金子健二
金子 健二（かねこ　けんじ、1880年1月13日 - 1962年1月3日）は、日本の英文学者、翻訳者。

## 経歴
1880年（明治13年）、新潟県中頸城郡新井町に生まれる。高田中学校から東京の郁文館中学校、第四高等学校を経て1905年に東京帝国大学英文科を卒業した。
帝大在学中、一年の前半は小泉八雲、八雲退任後の三年間は夏目漱石の講義に出席して、その様子を詳しく日記に記している。日記の内容は著書『人間漱石』（いちろ社、1948。増補版は協同出版、1956）や、孫の金子三郎が編纂した『川渡り餅やい餅やい――金子健二日記抄』（上中下巻、私家版、1998）、『記録　東京帝大一学生の聴講ノート』（リーブ企画、2002）等に紹介されており、漱石研究者にとって非常に貴重な資料となっている。
八雲の講義は19世紀の英詩を文学的に鑑賞するもので、金子は「先生のお言葉そのものの調子が既に詩人の感情を明らかに表現してゐた（中略）諄乎たる芸術愛好への手引きとなって、その横にひろがった多方面の趣味は少なくとも私達の一生涯にとりて非常に大きな幸福と成ったことを私は今でも感謝してゐる」と絶賛しており、後に大谷繞石ら、九人の八雲の教え子とともに『小泉八雲全集』（第一書房）の翻訳を担当した。
八雲が学生の間で絶大な人気を得ていたにも関わらず解任されたことが、後任の漱石に対する学生の反感につながることとなる。当初の漱石の講義は学生にリーディングと訳をさせるもので、これも学生には不評であった。金子も「リーディングはかたっぱしから直されるので、当たった者は衆人環視の中で大きな恥辱を与えられることになった。私達は大学生から逆転して再び中学生に戻されたやうな屈辱を感じた」等、随所で不満を記している。だが、次の学年から漱石がシェークスピアの講義を行うようになると評判は好転し、金子の日記にも「夏目先生の訳解は正確適切にして一点のあいまいな所なし。(中略)先生の英文解釈カは文法的に見てすばらしいものがある」等、賞賛の言葉が目立つようになる。更に、「文学鑑賞への 科学的基礎観念を私の若き学徒としての胸裏に植付けられた事を今でも感謝してゐる」等、学問的な師弟関係にあることを自認している。
大学卒業後、長野県飯田中学校の教諭となるが、1907年（明治40年）、同校を辞して米国に留学し、カリフォルニア大学バークレー校大学院でで、古代・中世英語を研究する。1909年（明治42年）帰国し、広島高等師範学校教授となる。金子は当初、経済的余裕がないのに大学院に進学して、文壇に筆を執ろうという野心を持っていたが、漱石からまず田舎の中学の教員となって勉強し、外国へ行くための資金を貯めたほうがいいと忠告されたので、その言葉に従ったという。
1924年（大正13年）に在外研究員として渡欧し、欧米各国を調査研究して翌年帰国。更に1926年（大正15年）に文部省督学官となり、普通教育視察団長として満州・中国・朝鮮を視察する。1933年（昭和8年）に静岡高等学校校長に就任、1939年（昭和14年）に姫路高等学校校長に転じる。1941年（昭和16年）、日本女子高等学院（1946年より校名変更で日本女子専門学校）教授となり、1946年（昭和21年）には学校法人東邦学園理事を兼ねる。1949年（昭和24年）、日本女子専門学校が改称した昭和女子大学の初代学長に就任するとともに理事も務めた。その間、1937年（昭和12年）に勲三等を受章し、1941年（昭和16年）には従三位に叙される。

## 著書
- 『言葉の研究と言葉の教授』東京宝文館、1923年
- 『英国世相史』東京宝文館、1923年
- 『馬のくしやみ』積善館、1926年
- 『言語哲学と言語共和国』目黒書店、1927年
- 『北欧の海賊と英国文明』研究社、1927年
- 『英国自然美文学の研究』泰文堂書店、1928年
- 『ガンヂーさんの糸車』尚文堂、1931年
- 『英語発達史』健文社、1932年
- 『印度』湯川弘文社、1942年
- 『巡歴詩人』湯川弘文社、1942年
- 『東洋文化西漸史』冨山房、1943年
- 『俳人遺墨』湯川弘文社、1943年
- 『アメリカ文化史』弘文社、1947年
- 『人間漱石』いちろ社、1948年

## 翻訳
- マンダヴイル『東洋旅行記』大鐙閣、1919年
- チヨーサア『カンタベリ物語』国際文献刊行会<世界奇書異聞類聚>、1926年  のち角川文庫
- 『ジエスタ・ローマノーラム』宝文館、1928年
- 『英吉利中世紀物語詩集』健文社、1930年
- 『英吉利中世詩ローマ七賢物語』健文社、1930年
- 『小泉八雲全集 第11巻 書簡集』第一書房、1931年